# Coffin Island (ö i Falklandsöarna)
Coffin Island är en ö i territoriet Falklandsöarna (Storbritannien). Den ligger i den västra delen av ögruppen, 230 km väster om huvudstaden Stanley.